# Sân vận động Quốc gia Bermuda
Trung tâm Thể thao Quốc gia Bermuda (tiếng Anh: Bermuda National Sports Centre) là một khu liên hợp thể thao đa năng ở Giáo xứ Devonshire, Bermuda, ngay phía đông của thủ đô Hamilton. Sân vận động được xây dựng trên nơi từng là một sân được sử dụng như một cuộc diễu hành và sân vận động thể thao trong Trại Triển vọng. Sân vận động là nơi trình diễn của Usain Bolt trong Đại hội Thể thao CARIFTA 2004, nơi anh phá Kỷ lục Trẻ Thế giới với thời gian 19,93 giây.

## Bóng đá
Sân vận động chính hiện được sử dụng chủ yếu cho các trận đấu bóng đá. Sân vận động có sức chứa 8.500 người. Sân vận động được sử dụng bởi Bermuda Hogges của United Soccer Leagues Second Division.

## Cricket
Nằm ngay phía bắc của Sân vận động Quốc gia là sân vận động cricket cùng tên được sử dụng bởi đội tuyển cricket quốc gia Bermuda. Trận đấu cricket đầu tiên được diễn ra trên sân vận động diễn ra vào năm 1955 khi E. W. Swanton's XI đấu với Bermuda. Sân đã tổ chức trận đấu first-class đầu tiên khi New Zealand đấu với Bermuda trong khuôn khổ chuyến du đấu đến Tây Ấn của họ. Trận đấu đánh dấu trận ra mắt của Bermuda trong môn first-class cricket, đã kết thúc với chiến thắng thuộc về New Zealand trong một lượt chơi và 31 lượt chạy. Ba mươi hai năm sau, sân tổ chức trận đấu first-class tiếp theo, có sự tham gia của Bermuda và Hoa Kỳ trong Intercontinental Cup 2004. Bốn trận đấu first-class khác đã được tổ chức trên sân, trận cuối cùng chứng kiến Bermuda đấu với Các Tiểu vương quốc Ả Rập Thống nhất trong ICC Intercontinental Shield 2009-10.
Sân đã tổ chức trận đấu đầu tiên trong List A vào năm 2009, khi Bermuda đấu với Uganda trong một loạt ba trận đấu. Hai trận đấu khác của List A được diễn ra trong loạt trận đấu với Các Tiểu vương quốc Ả Rập Thống nhất vào năm 2010. Loạt trận gặp Các Tiểu vương quốc Ả Rập Thống nhất cũng chứng kiến hai trận đấu Twenty20 được diễn ra ở đó. Với việc Bermuda xuống hạng từ ICC World Cricket League Division Two 2011, sự trở lại của bộ môn cricket cao cấp tại sân vận động là trong tương lai gần. Mặt sân tại sân vận động thường gây tranh cãi do chất lượng kém, có nghĩa là khi Bermuda có trạng thái One Day International, họ là Hiệp hội duy nhất có trạng thái đó không có sân được ODI công nhận.
Vào tháng 8 năm 2019, địa điểm này đã được chọn làm một trong hai địa điểm để tổ chức các trận đấu trong Vòng chung kết khu vực của giải đấu Vòng loại giải vô địch cricket T20 thế giới 2018-19 khu vực châu Mỹ. Tuy nhiên, giữa giải đấu, sân được cho là không phù hợp, và các trận đấu dự kiến tổ chức tại sân vận động đã được chuyển đến White Hill Field.